# Phrygile du Pérou
Phrygilus punensis
Pour les articles homonymes, voir Phrygile.
Espèce
Statut de conservation UICN

 LC  : Préoccupation mineure
Le Phrygile du Pérou (Phrygilus punensis) est une espèce de passereaux appartenant à la famille des Thraupidae.

## Répartition
Cet oiseau vit dans la puna (au Pérou et l'ouest de la Bolivie).